# 유성 구개수 파찰음
유성 구개수 파찰음(有聲 口蓋垂 破擦音)은 파찰음 중 하나다.
듣기:

## 국제 음성 기호
ɢʁ로 표기한다.

## 조음 방법
유성 구개수 파열음과 유성 구개수 마찰음을 연속으로 발음한다. 또는 '걱걱'의 모음을 후설 비원순 중고모음으로 발음해도 이 음가가 된다.